# Oecetis piptona
Oecetis piptona är en nattsländeart som beskrevs av Arturs Neboiss 1989. Oecetis piptona ingår i släktet Oecetis och familjen långhornssländor. Inga underarter finns listade i Catalogue of Life.